# Пиццо-Тре-Вескови
Пиццо-Тре-Вескови (итал. Pizzo Tre Vescovi) — гора в области Марке Италии, входящая в группу Монти-Сибиллини в Умбро-Маркезанских Апеннинах.

## Морфология
Высота вершины составляет 2092 м, до неё можно добраться менее чем за час от Форчелла-дель-Фарньо, 1811 м, где расположен одноимённый приют, который получил своё название от седловины.
Склоны горы почти полностью заняты высокогорными пастбищами с типично апеннинской травянистой растительностью. Вершина характеризуется скалистым венцом из серого известняка и расположена точно на границе трёх муниципалитетов: Монтефортино, Болоньола и Уссита. До 1984 года эти муниципалитеты принадлежали трём разным епископским епархиям (соответственно Фермо, Камерино и Норча), отсюда и название горы. В настоящее время и Болоньола, и Уссита входят в территорию епархии Камерино.
Склоны Пиццо-Тре-Вескови пересекают многочисленные тропы, легко доступные из приюта Фарньо, расположенного прямо у подножия северного склона:
- тропа к Форчелла-дель-Фарньо и дорога к Пинтура-ди-Болоньола
- тропа к Казали-ди-Уссита
- южный хребет к развилке Анганьола (к Пиццо-Берро[итал.] или долине Амбро[итал.])
- восточный хребет к развилке Песколлетта или Бассете (к Кастель-Манардо и Камполунго).